# 卡恩斯 (密西西比州)
卡恩斯（英語：Carnes）是位於美國密西西比州福雷斯特縣的非建制地區。

## 歷史
卡恩斯的郵局於1905年設立，其後於1934年停運。

## 地理
卡恩斯所處的海拔為高於海平面99米（即325英呎），而該地所採用的時區為UTC-6，即北美中部時區（CST）。同時該地設有夏令時間，為UTC-6調快一小時，即UTC-5（CDT）。